# Campeonato de Segunda División 1946 (Argentina)
El Campeonato de Segunda División 1946 fue la decimotercera temporada de la categoría, que era la segunda división del fútbol argentino. Esta temporada marcó la incorporación de Argentino de Quilmes campeón de la Tercera División el año anterior y de Gimnasia La Plata, descendido desde la Primera División.
El torneo entregó solo un ascenso, mientras que se dispuso que a partir de esta temporada dos equipos perdieran la categoría, para que a partir del año siguiente quedaran 20 equipos en la categoría. El ascenso y los descensos fueron definidos a partir de la tabla de posiciones final de la temporada: el equipo campeón fue el único que consiguió subir a la máxima categoría del fútbol argentino y los equipos que finalizaron en las dos últimas posiciones de la misma fueron los que descendieron.
El campeón y único ascendido fue Banfield, que se consagró campeón muchas fechas antes de que culmine el torneo y terminó con 14 puntos de ventaja respecto de su más inmediato perseguidor, retornando así en tan solo una temporada a la máxima categoría del fútbol argentino. De esta manera, el equipo del sur del Área Metropolitana de Buenos Aires consiguió alzarse por segunda vez con el trofeo de esta divisional, el cual ya había conseguido en 1939.
Asimismo, el torneo decretó el descenso de Acassuso y de Barracas Central que descendieron tras finalizar el campeonato en el anteúltimo y último lugar de la tabla de posiciones, respectivamente, retornando a la Tercera División. El club de San Isidro perdió la categoría tras disputar nueve temporadas consecutivas en la segunda división del fútbol argentino y fue la última vez hasta el momento que formó parte de un campeonato en ese nivel del sistema de ligas del fútbol argentino. Por su parte, el club de la Ciudad de Buenos Aires no pudo repetir lo que había logrado la temporada anterior y no logró mantenerse, volviendo a la división inferior después de dos temporadas en esta categoría.

## Ascensos y descensos
| Posición | Descendido de la Segunda División 1945 |
| -------- | -------------------------------------- |
| 21.º     | All Boys                               |

| Posición | Ascendido de la Tercera División 1945 |
| -------- | ------------------------------------- |
| 1.º      | Argentino de Quilmes                  |

| Posición | Ascendido a la Primera División 1946 |
| -------- | ------------------------------------ |
| 1.º      | Tigre                                |

| Posición | Descendido de la Primera División 1945 |
| -------- | -------------------------------------- |
| 16.º     | Gimnasia (LP)                          |

## Formato
Los veintiún equipos participantes disputaron un torneo de 42 fechas todos contra todos.

### Ascensos
El equipo con más puntos fue el campeón, obteniendo el único ascenso directo a la Primera División.

### Descensos
Los equipos que finalizaron en los dos últimos lugares de la tabla de posiciones descendieron a la Tercera División.

## Equipos participantes
| Equipo                 | Ciudad               |
| ---------------------- | -------------------- |
| Acassuso               | San Isidro           |
| Almagro                | Buenos Aires         |
| Argentino (R)          | Rosario              |
| Argentino de Quilmes   | Quilmes              |
| Argentinos Juniors     | Buenos Aires         |
| Banfield               | Banfield             |
| Barracas Central       | Buenos Aires         |
| Central Córdoba (R)    | Rosario              |
| Defensores de Belgrano | Buenos Aires         |
| Dock Sud               | Dock Sud             |
| El Porvenir            | Gerli                |
| Estudiantes (BA)       | Buenos Aires         |
| Excursionistas         | Buenos Aires         |
| Gimnasia y Esgrima     | La Plata             |
| Los Andes              | Lomas de Zamora      |
| Nueva Chicago          | Buenos Aires         |
| Quilmes                | Quilmes              |
| Talleres (RE)          | Remedios de Escalada |
| Temperley              | Temperley            |
| Tiro Federal           | Rosario              |
| Unión                  | Santa Fe             |

### Distribución geográfica de los equipos
| Región                 | Cant. | Equipos |
| ---------------------- | ----- | --- |
| Conurbano bonaerense   | 9     | Acassuso, Argentino de Quilmes, Banfield, Dock Sud, El Porvenir, Los Andes, Quilmes, Talleres (RE) y Temperley          |
| Ciudad de Buenos Aires | 7     | Almagro, Argentinos Juniors, Barracas Central, Defensores de Belgrano, Estudiantes (BA), Excursionistas y Nueva Chicago |
| Provincia de Santa Fe  | 4     | Argentino (R), Central Córdoba (R), Tiro Federal y Unión                                                                |
| La Plata               | 1     | Gimnasia y Esgrima |

## Tabla de posiciones
| Pos. | Equipo                  | Pts. | PJ | PG | PE | PP | GF  | GC  | Dif. |
| ---- | ----------------------- | ---- | -- | -- | -- | -- | --- | --- | ---- |
| 1.º  | Banfield                | 66   | 40 | 29 | 8  | 3  | 124 | 48  | 76   |
| 2.º  | Gimnasia y Esgrima (LP) | 52   | 40 | 23 | 6  | 11 | 96  | 76  | 20   |
| 3.º  | Argentinos Juniors      | 51   | 40 | 22 | 7  | 11 | 84  | 62  | 22   |
| 4.º  | Quilmes                 | 50   | 40 | 19 | 12 | 9  | 77  | 52  | 25   |
| 5.º  | Dock Sud                | 50   | 40 | 21 | 8  | 11 | 89  | 65  | 24   |
| 6.º  | Unión                   | 47   | 40 | 19 | 9  | 12 | 94  | 63  | 31   |
| 7.º  | Argentino (R)           | 46   | 40 | 20 | 6  | 14 | 108 | 78  | 30   |
| 8.º  | Nueva Chicago           | 43   | 40 | 18 | 7  | 15 | 85  | 85  | 0    |
| 9.º  | Temperley               | 39   | 40 | 14 | 11 | 15 | 91  | 96  | −5   |
| 10.º | Central Córdoba (R)     | 39   | 40 | 15 | 9  | 16 | 88  | 100 | −12  |
| 11.º | Excursionistas          | 36   | 40 | 13 | 10 | 17 | 78  | 90  | −12  |
| 12.º | Talleres (RE)           | 35   | 40 | 12 | 11 | 17 | 86  | 89  | −3   |
| 13.º | Los Andes               | 35   | 40 | 15 | 5  | 20 | 96  | 104 | −8   |
| 14.º | El Porvenir             | 34   | 40 | 11 | 12 | 17 | 85  | 83  | 2    |
| 15.º | Almagro                 | 34   | 40 | 12 | 10 | 18 | 85  | 92  | −7   |
| 16.º | Argentino de Quilmes    | 34   | 40 | 13 | 8  | 19 | 70  | 91  | −21  |
| 17.º | Estudiantes (BA)        | 33   | 40 | 13 | 7  | 20 | 81  | 112 | −31  |
| 18.º | Tiro Federal            | 32   | 40 | 12 | 8  | 20 | 92  | 109 | −17  |
| 19.º | Defensores de Belgrano  | 32   | 40 | 12 | 8  | 20 | 81  | 103 | −22  |
| 20.º | Acassuso                | 30   | 40 | 11 | 8  | 21 | 59  | 97  | −38  |
| 21.º | Barracas Central        | 22   | 40 | 7  | 8  | 25 | 62  | 116 | −54  |

|  | Se consagró campeón y ascendió a la Primera División. |
|  | Descendió a la Tercera División.                      |

## Resultados
Primera Rueda
| Fecha 1              | Fecha 1   | Fecha 1                 | Fecha 1              | Fecha 1    | Fecha 1 |
| Local                | Resultado | Visitante               | Estadio              | Fecha      |         |
| -------------------- | --------- | ----------------------- | -------------------- | ---------- | ------- |
| Sportivo Dock Sud    | 5 - 1     | Acassuso                | Sportivo Dock Sud    | 6 de abril |         |
| Excursionistas       | 3 - 4     | Temperley               | Excursionistas       | 6 de abril |         |
| Talleres (RdE)       | 2 - 4     | Gimnasia y Esgrima (LP) | Lanús                | 6 de abril |         |
| Almagro              | 1 - 1     | Quilmes                 | Almagro              | 6 de abril |         |
| Argentinos Juniors   | 2 - 1     | Nueva Chicago           | Argentinos Juniors   | 6 de abril |         |
| Tiro Federal         | 2 - 0     | Argentino de Rosario    | Tiro Federal         | 6 de abril |         |
| Argentino de Quilmes | 3 - 8     | Estudiantes (BA)        | Argentino de Quilmes | 6 de abril |         |
| Barracas Central     | 1 - 4     | Banfield                | Barracas Central     | 6 de abril |         |
| Los Andes            | 2 - 1     | Defensores de Belgrano  | Los Andes            | 6 de abril |         |
| Central Córdoba (R)  | 5 - 1     | Unión                   | Central Córdoba (R)  | 7 de abril |         |
| Libre: El Porvenir   |           |                         |                      |            |         |

| Fecha 2                  | Fecha 2   | Fecha 2              | Fecha 2                 | Fecha 2     | Fecha 2 |
| Local                    | Resultado | Visitante            | Estadio                 | Fecha       |         |
| ------------------------ | --------- | -------------------- | ----------------------- | ----------- | ------- |
| Defensores de Belgrano   | 2 - 1     | El Porvenir          | Defensores de Belgrano  | 13 de abril |         |
| Banfield                 | 2 - 0     | Los Andes            | Banfield                | 13 de abril |         |
| Estudiantes (BA)         | 1 - 3     | Barracas Central     | Atlanta                 | 13 de abril |         |
| Argentino de Rosario     | 2 - 1     | Argentino de Quilmes | Argentino de Rosario    | 13 de abril |         |
| Nueva Chicago            | 4 - 1     | Tiro Federal         | Nueva Chicago           | 13 de abril |         |
| Quilmes                  | 3 - 1     | Central Córdoba (R)  | Quilmes                 | 13 de abril |         |
| Gimnasia y Esgrima (LP)  | 1 - 0     | Almagro              | Gimnasia y Esgrima (LP) | 13 de abril |         |
| Temperley                | 1 - 1     | Talleres (RdE)       | Temperley               | 13 de abril |         |
| Acassuso                 | 2 - 2     | Excursionistas       | Tigre                   | 13 de abril |         |
| Unión                    | 1 - 2     | Argentinos Juniors   | Unión                   | 14 de abril |         |
| Libre: Sportivo Dock Sud |           |                      |                         |             |         |

| Fecha 3                       | Fecha 3   | Fecha 3                 | Fecha 3              | Fecha 3     | Fecha 3 |
| Local                         | Resultado | Visitante               | Estadio              | Fecha       |         |
| ----------------------------- | --------- | ----------------------- | -------------------- | ----------- | ------- |
| Excursionistas                | 3 - 3     | Sportivo Dock Sud       | Excursionistas       | 20 de abril |         |
| Talleres (RdE)                | 1 - 0     | Acassuso                | Talleres (RdE)       | 20 de abril |         |
| Almagro                       | 2 - 2     | Temperley               | Almagro              | 20 de abril |         |
| Central Córdoba (R)           | 3 - 3     | Gimnasia y Esgrima (LP) | Central Córdoba (R)  | 20 de abril |         |
| Argentinos Juniors            | 1 - 0     | Quilmes                 | Argentinos Juniors   | 20 de abril |         |
| Tiro Federal                  | 1 - 4     | Unión                   | Tiro Federal         | 20 de abril |         |
| Argentino de Quilmes          | 3 - 1     | Nueva Chicago           | Argentino de Quilmes | 20 de abril |         |
| Barracas Central              | 1 - 2     | Argentino de Rosario    | Barracas Central     | 20 de abril |         |
| Los Andes                     | 2 - 3     | Estudiantes (BA)        | Los Andes            | 20 de abril |         |
| El Porvenir                   | 1 - 1     | Banfield                | El Porvenir          | 20 de abril |         |
| Libre: Defensores de Belgrano |           |                         |                      |             |         |

| Fecha 4                 | Fecha 4   | Fecha 4                | Fecha 4                 | Fecha 4     | Fecha 4 |
| Local                   | Resultado | Visitante              | Estadio                 | Fecha       |         |
| ----------------------- | --------- | ---------------------- | ----------------------- | ----------- | ------- |
| Banfield                | 5 - 1     | Defensores de Belgrano | Banfield                | 27 de abril |         |
| Argentino de Rosario    | 8 - 3     | Los Andes              | Argentino de Rosario    | 27 de abril |         |
| Nueva Chicago           | 7 - 1     | Barracas Central       | Nueva Chicago           | 27 de abril |         |
| Quilmes                 | 4 - 4     | Tiro Federal           | Quilmes                 | 27 de abril |         |
| Gimnasia y Esgrima (LP) | 3 - 1     | Argentinos Juniors     | Gimnasia y Esgrima (LP) | 27 de abril |         |
| Acassuso                | 5 - 5     | Almagro                | Tigre                   | 27 de abril |         |
| Sportivo Dock Sud       | 3 - 1     | Talleres (RdE)         | Sportivo Dock Sud       | 27 de abril |         |
| Estudiantes (BA)        | 3 - 3     | El Porvenir            | Atlanta                 | 1 de mayo   |         |
| Temperley               | 4 - 1     | Central Córdoba (R)    | Temperley               | 1 de mayo   |         |
| Unión                   | 1 - 1     | Argentino de Quilmes   | Unión                   | 1 de mayo   |         |
| Libre: Excursionistas   |           |                        |                         |             |         |

| Fecha 5                | Fecha 5   | Fecha 5                 | Fecha 5                | Fecha 5   | Fecha 5 |
| Local                  | Resultado | Visitante               | Estadio                | Fecha     |         |
| ---------------------- | --------- | ----------------------- | ---------------------- | --------- | ------- |
| Talleres (RdE)         | 5 - 3     | Excursionistas          | Talleres (RdE)         | 4 de mayo |         |
| Almagro                | 3 - 2     | Sportivo Dock Sud       | Almagro                | 4 de mayo |         |
| Argentinos Juniors     | 3 - 0     | Temperley               | Argentinos Juniors     | 4 de mayo |         |
| Argentino de Quilmes   | 3 - 1     | Quilmes                 | Argentino de Quilmes   | 4 de mayo |         |
| Barracas Central       | 2 - 1     | Unión                   | Barracas Central       | 4 de mayo |         |
| Los Andes              | 4 - 2     | Nueva Chicago           | Los Andes              | 4 de mayo |         |
| El Porvenir            | 2 - 1     | Argentino de Rosario    | El Porvenir            | 4 de mayo |         |
| Defensores de Belgrano | 0 - 1     | Estudiantes (BA)        | Defensores de Belgrano | 4 de mayo |         |
| Central Córdoba (R)    | 3 - 0     | Acassuso                | Central Córdoba (R)    | 5 de mayo |         |
| Tiro Federal           | 1 - 3     | Gimnasia y Esgrima (LP) | Tiro Federal           | 5 de mayo |         |
| Libre: Banfield        |           |                         |                        |           |         |

| Fecha 6                 | Fecha 6   | Fecha 6                | Fecha 6                 | Fecha 6    | Fecha 6 |
| Local                   | Resultado | Visitante              | Estadio                 | Fecha      |         |
| ----------------------- | --------- | ---------------------- | ----------------------- | ---------- | ------- |
| Estudiantes (BA)        | 0 - 5     | Banfield               | Atlanta                 | 11 de mayo |         |
| Argentino de Rosario    | 7 - 1     | Defensores de Belgrano | Argentino de Rosario    | 11 de mayo |         |
| Nueva Chicago           | 0 - 0     | El Porvenir            | Nueva Chicago           | 11 de mayo |         |
| Quilmes                 | 4 - 0     | Barracas Central       | Quilmes                 | 11 de mayo |         |
| Temperley               | 4 - 1     | Tiro Federal           | Temperley               | 11 de mayo |         |
| Acassuso                | 1 - 1     | Argentinos Juniors     | Tigre                   | 11 de mayo |         |
| Sportivo Dock Sud       | 3 - 0     | Central Córdoba (R)    | Sportivo Dock Sud       | 11 de mayo |         |
| Excursionistas          | 4 - 1     | Almagro                | Excursionistas          | 11 de mayo |         |
| Gimnasia y Esgrima (LP) | 1 - 0     | Argentino de Quilmes   | Gimnasia y Esgrima (LP) | 12 de mayo |         |
| Unión                   | 5 - 4     | Los Andes              | Unión                   | 12 de mayo |         |
| Libre: Talleres (RdE)   |           |                        |                         |            |         |

| Fecha 7                 | Fecha 7   | Fecha 7                 | Fecha 7                | Fecha 7    | Fecha 7 |
| Local                   | Resultado | Visitante               | Estadio                | Fecha      |         |
| ----------------------- | --------- | ----------------------- | ---------------------- | ---------- | ------- |
| Almagro                 | 1 - 1     | Talleres (RdE)          | Almagro                | 18 de mayo |         |
| Argentinos Juniors      | 2 - 1     | Sportivo Dock Sud       | Argentinos Juniors     | 18 de mayo |         |
| Tiro Federal            | 0 - 1     | Acassuso                | Tiro Federal           | 18 de mayo |         |
| Argentino de Quilmes    | 1 - 1     | Temperley               | Argentino de Quilmes   | 18 de mayo |         |
| Barracas Central        | 2 - 3     | Gimnasia y Esgrima (LP) | San Lorenzo            | 18 de mayo |         |
| Los Andes               | 2 - 3     | Quilmes                 | Los Andes              | 18 de mayo |         |
| El Porvenir             | 4 - 4     | Unión                   | El Porvenir            | 18 de mayo |         |
| Defensores de Belgrano  | 1 - 1     | Nueva Chicago           | Defensores de Belgrano | 18 de mayo |         |
| Banfield                | 2 - 1     | Argentino de Rosario    | Banfield               | 18 de mayo |         |
| Central Córdoba (R)     | 3 - 3     | Excursionistas          | Central Córdoba (R)    | 19 de mayo |         |
| Libre: Estudiantes (BA) |           |                         |                        |            |         |

| Fecha 8                 | Fecha 8   | Fecha 8                | Fecha 8                 | Fecha 8    | Fecha 8 |
| Local                   | Resultado | Visitante              | Estadio                 | Fecha      |         |
| ----------------------- | --------- | ---------------------- | ----------------------- | ---------- | ------- |
| Argentino de Rosario    | 3 - 1     | Estudiantes (BA)       | Argentino de Rosario    | 25 de mayo |         |
| Nueva Chicago           | 3 - 4     | Banfield               | Nueva Chicago           | 25 de mayo |         |
| Quilmes                 | 1 - 1     | El Porvenir            | Quilmes                 | 25 de mayo |         |
| Gimnasia y Esgrima (LP) | 4 - 1     | Los Andes              | Gimnasia y Esgrima (LP) | 25 de mayo |         |
| Temperley               | 5 - 2     | Barracas Central       | Temperley               | 25 de mayo |         |
| Acassuso                | 1 - 1     | Argentino de Quilmes   | Tigre                   | 25 de mayo |         |
| Sportivo Dock Sud       | 3 - 2     | Tiro Federal           | Sportivo Dock Sud       | 25 de mayo |         |
| Excursionistas          | 0 - 1     | Argentinos Juniors     | Excursionistas          | 25 de mayo |         |
| Talleres (RdE)          | 7 - 2     | Central Córdoba (R)    | Talleres (RdE)          | 25 de mayo |         |
| Unión                   | 3 - 0     | Defensores de Belgrano | Unión                   | 26 de mayo |         |
| Libre: Almagro          |           |                        |                         |            |         |

| Fecha 9                     | Fecha 9   | Fecha 9                 | Fecha 9                | Fecha 9    | Fecha 9 |
| Local                       | Resultado | Visitante               | Estadio                | Fecha      |         |
| --------------------------- | --------- | ----------------------- | ---------------------- | ---------- | ------- |
| Central Córdoba (R)         | 2 - 3     | Almagro                 | Central Córdoba (R)    | 1 de junio |         |
| Argentinos Juniors          | 2 - 1     | Talleres (RdE)          | Argentinos Juniors     | 1 de junio |         |
| Tiro Federal                | 3 - 1     | Excursionistas          | Tiro Federal           | 1 de junio |         |
| Argentino de Quilmes        | 1 - 5     | Sportivo Dock Sud       | Argentino de Quilmes   | 1 de junio |         |
| Barracas Central            | 3 - 1     | Acassuso                | Barracas Central       | 1 de junio |         |
| Los Andes                   | 1 - 4     | Temperley               | Los Andes              | 1 de junio |         |
| El Porvenir                 | 1 - 1     | Gimnasia y Esgrima (LP) | El Porvenir            | 1 de junio |         |
| Defensores de Belgrano      | 1 - 2     | Quilmes                 | Defensores de Belgrano | 1 de junio |         |
| Banfield                    | 3 - 1     | Unión                   | Banfield               | 1 de junio |         |
| Estudiantes (BA)            | 2 - 3     | Nueva Chicago           | Atlanta                | 1 de junio |         |
| Libre: Argentino de Rosario |           |                         |                        |            |         |

| Fecha 10                   | Fecha 10  | Fecha 10               | Fecha 10                | Fecha 10   | Fecha 10 |
| Local                      | Resultado | Visitante              | Estadio                 | Fecha      |          |
| -------------------------- | --------- | ---------------------- | ----------------------- | ---------- | -------- |
| Nueva Chicago              | 2 - 3     | Argentino de Rosario   | Nueva Chicago           | 8 de junio |          |
| Quilmes                    | 1 - 1     | Banfield               | Quilmes                 | 8 de junio |          |
| Gimnasia y Esgrima (LP)    | 5 - 1     | Defensores de Belgrano | Gimnasia y Esgrima (LP) | 8 de junio |          |
| Temperley                  | 1 - 1     | El Porvenir            | Temperley               | 8 de junio |          |
| Acassuso                   | 3 - 2     | Los Andes              | Tigre                   | 8 de junio |          |
| Sportivo Dock Sud          | 3 - 2     | Barracas Central       | Sportivo Dock Sud       | 8 de junio |          |
| Excursionistas             | 3 - 1     | Argentino de Quilmes   | Excursionistas          | 8 de junio |          |
| Talleres (RdE)             | 3 - 0     | Tiro Federal           | Talleres (RdE)          | 8 de junio |          |
| Almagro                    | 0 - 0     | Argentinos Juniors     | Atlanta                 | 8 de junio |          |
| Unión                      | 5 - 1     | Estudiantes (BA)       | Unión                   | 9 de junio |          |
| Libre: Central Córdoba (R) |           |                        |                         |            |          |

| Fecha 11               | Fecha 11  | Fecha 11                | Fecha 11               | Fecha 11    | Fecha 11 |
| Local                  | Resultado | Visitante               | Estadio                | Fecha       |          |
| ---------------------- | --------- | ----------------------- | ---------------------- | ----------- | -------- |
| Argentino de Quilmes   | 2 - 2     | Talleres (RdE)          | Argentino de Quilmes   | 15 de junio |          |
| Argentinos Juniors     | 6 - 2     | Central Córdoba (R)     | Argentinos Juniors     | 20 de junio |          |
| Tiro Federal           | 1 - 1     | Almagro                 | Tiro Federal           | 20 de junio |          |
| Barracas Central       | 2 - 1     | Excursionistas          | Barracas Central       | 20 de junio |          |
| Los Andes              | 2 - 4     | Sportivo Dock Sud       | Los Andes              | 20 de junio |          |
| El Porvenir            | 1 - 3     | Acassuso                | Boca Juniors           | 20 de junio |          |
| Defensores de Belgrano | 5 - 4     | Temperley               | Defensores de Belgrano | 20 de junio |          |
| Banfield               | 2 - 0     | Gimnasia y Esgrima (LP) | Banfield               | 20 de junio |          |
| Estudiantes (BA)       | 0 - 2     | Quilmes                 | Atlanta                | 20 de junio |          |
| Argentino de Rosario   | 3 - 1     | Unión                   | Argentino de Rosario   | 20 de junio |          |
| Libre: Nueva Chicago   |           |                         |                        |             |          |

| Fecha 12                  | Fecha 12  | Fecha 12               | Fecha 12                | Fecha 12    | Fecha 12 |
| Local                     | Resultado | Visitante              | Estadio                 | Fecha       |          |
| ------------------------- | --------- | ---------------------- | ----------------------- | ----------- | -------- |
| Quilmes                   | 1 - 1     | Argentino de Rosario   | Quilmes                 | 22 de junio |          |
| Acassuso                  | 1 - 0     | Defensores de Belgrano | Tigre                   | 22 de junio |          |
| Sportivo Dock Sud         | 0 - 1     | El Porvenir            | Sportivo Dock Sud       | 22 de junio |          |
| Excursionistas            | 2 - 1     | Los Andes              | Excursionistas          | 22 de junio |          |
| Talleres (RdE)            | 2 - 2     | Barracas Central       | Talleres (RdE)          | 22 de junio |          |
| Almagro                   | 2 - 0     | Argentino de Quilmes   | Almagro                 | 22 de junio |          |
| Central Córdoba (R)       | 3 - 2     | Tiro Federal           | Central Córdoba (R)     | 22 de junio |          |
| Gimnasia y Esgrima (LP)   | 3 - 1     | Estudiantes (BA)       | Gimnasia y Esgrima (LP) | 23 de junio |          |
| Temperley                 | 1 - 1     | Banfield               | Temperley               | 23 de junio |          |
| Unión                     | 3 - 4     | Nueva Chicago          | Unión                   | 23 de junio |          |
| Libre: Argentinos Juniors |           |                        |                         |             |          |

| Fecha 13               | Fecha 13  | Fecha 13                | Fecha 13               | Fecha 13    | Fecha 13 |
| Local                  | Resultado | Visitante               | Estadio                | Fecha       |          |
| ---------------------- | --------- | ----------------------- | ---------------------- | ----------- | -------- |
| Argentino de Quilmes   | 4 - 1     | Central Córdoba (R)     | Argentino de Quilmes   | 29 de junio |          |
| Barracas Central       | 2 - 4     | Almagro                 | Barracas Central       | 29 de junio |          |
| Los Andes              | 3 - 3     | Talleres (RdE)          | Los Andes              | 29 de junio |          |
| El Porvenir            | 3 - 1     | Excursionistas          | El Porvenir            | 29 de junio |          |
| Defensores de Belgrano | 2 - 4     | Sportivo Dock Sud       | Defensores de Belgrano | 29 de junio |          |
| Banfield               | 7 - 2     | Acassuso                | Banfield               | 29 de junio |          |
| Estudiantes (BA)       | 2 - 1     | Temperley               | Atlanta                | 29 de junio |          |
| Argentino de Rosario   | 1 - 2     | Gimnasia y Esgrima (LP) | Argentino de Rosario   | 29 de junio |          |
| Nueva Chicago          | 2 - 2     | Quilmes                 | Nueva Chicago          | 29 de junio |          |
| Tiro Federal           | 0 - 0     | Argentinos Juniors      | Tiro Federal           | 30 de junio |          |
| Libre: Unión           |           |                         |                        |             |          |

| Fecha 14                | Fecha 14  | Fecha 14               | Fecha 14                | Fecha 14   | Fecha 14 |
| Local                   | Resultado | Visitante              | Estadio                 | Fecha      |          |
| ----------------------- | --------- | ---------------------- | ----------------------- | ---------- | -------- |
| Quilmes                 | 0 - 0     | Unión                  | Argentino de Quilmes    | 6 de julio |          |
| Gimnasia y Esgrima (LP) | 3 - 2     | Nueva Chicago          | Gimnasia y Esgrima (LP) | 6 de julio |          |
| Temperley               | 2 - 2     | Argentino de Rosario   | Temperley               | 6 de julio |          |
| Acassuso                | 0 - 4     | Estudiantes (BA)       | Tigre                   | 6 de julio |          |
| Sportivo Dock Sud       | 1 - 1     | Banfield               | Sportivo Dock Sud       | 6 de julio |          |
| Excursionistas          | 1 - 1     | Defensores de Belgrano | Excursionistas          | 6 de julio |          |
| Talleres (RdE)          | 2 - 2     | El Porvenir            | Talleres (RdE)          | 6 de julio |          |
| Almagro                 | 3 - 1     | Los Andes              | Almagro                 | 6 de julio |          |
| Argentinos Juniors      | 2 - 1     | Argentino de Quilmes   | Argentinos Juniors      | 6 de julio |          |
| Central Córdoba (R)     | 3 - 1     | Barracas Central       | Central Córdoba (R)     | 7 de julio |          |
| Libre: Tiro Federal     |           |                        |                         |            |          |

| Fecha 15               | Fecha 15  | Fecha 15                | Fecha 15               | Fecha 15    | Fecha 15 |
| Local                  | Resultado | Visitante               | Estadio                | Fecha       |          |
| ---------------------- | --------- | ----------------------- | ---------------------- | ----------- | -------- |
| Argentino de Quilmes   | 4 - 3     | Tiro Federal            | Argentino de Quilmes   | 13 de julio |          |
| Barracas Central       | 0 - 1     | Argentinos Juniors      | Barracas Central       | 13 de julio |          |
| Los Andes              | 4 - 0     | Central Córdoba (R)     | Los Andes              | 13 de julio |          |
| El Porvenir            | 5 - 3     | Almagro                 | El Porvenir            | 13 de julio |          |
| Defensores de Belgrano | 4 - 0     | Talleres (RdE)          | Defensores de Belgrano | 13 de julio |          |
| Banfield               | 5 - 1     | Excursionistas          | Banfield               | 13 de julio |          |
| Estudiantes (BA)       | 0 - 2     | Sportivo Dock Sud       | Atlanta                | 13 de julio |          |
| Argentino de Rosario   | 4 - 0     | Acassuso                | Argentino de Rosario   | 13 de julio |          |
| Nueva Chicago          | 3 - 2     | Temperley               | Nueva Chicago          | 13 de julio |          |
| Unión                  | 0 - 0     | Gimnasia y Esgrima (LP) | Unión                  | 14 de julio |          |
| Libre: Quilmes         |           |                         |                        |             |          |

| Fecha 16                    | Fecha 16  | Fecha 16               | Fecha 16                | Fecha 16    | Fecha 16 |
| Local                       | Resultado | Visitante              | Estadio                 | Fecha       |          |
| --------------------------- | --------- | ---------------------- | ----------------------- | ----------- | -------- |
| Gimnasia y Esgrima (LP)     | 3 - 0     | Quilmes                | Gimnasia y Esgrima (LP) | 9 de julio  |          |
| Temperley                   | 1 - 4     | Unión                  | Temperley               | 9 de julio  |          |
| Acassuso                    | 0 - 1     | Nueva Chicago          | Tigre                   | 9 de julio  |          |
| Sportivo Dock Sud           | 3 - 0     | Argentino de Rosario   | Sportivo Dock Sud       | 9 de julio  |          |
| Excursionistas              | 1 - 3     | Estudiantes (BA)       | Excursionistas          | 9 de julio  |          |
| Talleres (RdE)              | 2 - 3     | Banfield               | Talleres (RdE)          | 9 de julio  |          |
| Almagro                     | 1 - 2     | Defensores de Belgrano | Almagro                 | 9 de julio  |          |
| Argentinos Juniors          | 5 - 1     | Los Andes              | Argentinos Juniors      | 9 de julio  |          |
| Tiro Federal                | 5 - 1     | Barracas Central       | Tiro Federal            | 10 de julio |          |
| Central Córdoba (R)         | 0 - 3     | El Porvenir            | Central Córdoba (R)     | 10 de julio |          |
| Libre: Argentino de Quilmes |           |                        |                         |             |          |

| Fecha 17                       | Fecha 17  | Fecha 17             | Fecha 17               | Fecha 17    | Fecha 17 |
| Local                          | Resultado | Visitante            | Estadio                | Fecha       |          |
| ------------------------------ | --------- | -------------------- | ---------------------- | ----------- | -------- |
| Barracas Central               | 4 - 4     | Argentino de Quilmes | Barracas Central       | 20 de julio |          |
| Los Andes                      | 5 - 2     | Tiro Federal         | Los Andes              | 20 de julio |          |
| El Porvenir                    | 2 - 4     | Argentinos Juniors   | El Porvenir            | 20 de julio |          |
| Defensores de Belgrano         | 5 - 2     | Central Córdoba (R)  | Defensores de Belgrano | 20 de julio |          |
| Banfield                       | 4 - 0     | Almagro              | Banfield               | 20 de julio |          |
| Estudiantes (BA)               | 2 - 2     | Talleres (RdE)       | Estudiantes (BA)       | 20 de julio |          |
| Argentino de Rosario           | 3 - 2     | Excursionistas       | Argentino de Rosario   | 20 de julio |          |
| Nueva Chicago                  | 0 - 0     | Sportivo Dock Sud    | Nueva Chicago          | 20 de julio |          |
| Quilmes                        | 3 - 1     | Temperley            | Quilmes                | 20 de julio |          |
| Unión                          | 3 - 0     | Acassuso             | Unión                  | 21 de julio |          |
| Libre: Gimnasia y Esgrima (LP) |           |                      |                        |             |          |

| Fecha 18                | Fecha 18  | Fecha 18                | Fecha 18             | Fecha 18    | Fecha 18 |
| Local                   | Resultado | Visitante               | Estadio              | Fecha       |          |
| ----------------------- | --------- | ----------------------- | -------------------- | ----------- | -------- |
| Temperley               | 1 - 1     | Gimnasia y Esgrima (LP) | Temperley            | 27 de julio |          |
| Acassuso                | 1 - 2     | Quilmes                 | Tigre                | 27 de julio |          |
| Sportivo Dock Sud       | 1 - 0     | Unión                   | Sportivo Dock Sud    | 27 de julio |          |
| Excursionistas          | 1 - 2     | Nueva Chicago           | Excursionistas       | 27 de julio |          |
| Talleres (RdE)          | 0 - 5     | Argentino de Rosario    | Talleres (RdE)       | 27 de julio |          |
| Almagro                 | 1 - 2     | Estudiantes (BA)        | Almagro              | 27 de julio |          |
| Argentinos Juniors      | 3 - 1     | Defensores de Belgrano  | Argentinos Juniors   | 27 de julio |          |
| Tiro Federal            | 2 - 1     | El Porvenir             | Tiro Federal         | 27 de julio |          |
| Argentino de Quilmes    | 1 - 1     | Los Andes               | Argentino de Quilmes | 27 de julio |          |
| Central Córdoba (R)     | 1 - 4     | Banfield                | Central Córdoba (R)  | 28 de julio |          |
| Libre: Barracas Central |           |                         |                      |             |          |

| Fecha 19                | Fecha 19  | Fecha 19             | Fecha 19                | Fecha 19     | Fecha 19 |
| Local                   | Resultado | Visitante            | Estadio                 | Fecha        |          |
| ----------------------- | --------- | -------------------- | ----------------------- | ------------ | -------- |
| Los Andes               | 3 - 2     | Barracas Central     | Los Andes               | 3 de agosto  |          |
| El Porvenir             | 1 - 2     | Argentino de Quilmes | Racing                  | 3 de agosto  |          |
| Defensores de Belgrano  | 3 - 3     | Tiro Federal         | Defensores de Belgrano  | 3 de agosto  |          |
| Banfield                | 3 - 2     | Argentinos Juniors   | Banfield                | 3 de agosto  |          |
| Estudiantes (BA)        | 1 - 4     | Central Córdoba (R)  | Atlanta                 | 3 de agosto  |          |
| Argentino de Rosario    | 1 - 1     | Almagro              | Argentino de Rosario    | 3 de agosto  |          |
| Nueva Chicago           | 5 - 2     | Talleres (RdE)       | Nueva Chicago           | 3 de agosto  |          |
| Quilmes                 | 2 - 0     | Sportivo Dock Sud    | Quilmes                 | 3 de agosto  |          |
| Gimnasia y Esgrima (LP) | 2 - 3     | Acassuso             | Gimnasia y Esgrima (LP) | 3 de agosto  |          |
| Unión                   | 5 - 2     | Excursionistas       | Unión                   | 15 de agosto |          |
| Libre: Temperley        |           |                      |                         |              |          |

| Fecha 20             | Fecha 20  | Fecha 20                | Fecha 20             | Fecha 20     | Fecha 20 |
| Local                | Resultado | Visitante               | Estadio              | Fecha        |          |
| -------------------- | --------- | ----------------------- | -------------------- | ------------ | -------- |
| Acassuso             | 0 - 0     | Temperley               | Tigre                | 10 de agosto |          |
| Sportivo Dock Sud    | 2 - 0     | Gimnasia y Esgrima (LP) | Sportivo Dock Sud    | 10 de agosto |          |
| Excursionistas       | 2 - 1     | Quilmes                 | Excursionistas       | 10 de agosto |          |
| Talleres (RdE)       | 2 - 2     | Unión                   | Talleres (RdE)       | 10 de agosto |          |
| Almagro              | 2 - 3     | Nueva Chicago           | Almagro              | 10 de agosto |          |
| Argentinos Juniors   | 1 - 1     | Estudiantes (BA)        | Argentinos Juniors   | 10 de agosto |          |
| Argentino de Quilmes | 2 - 3     | Defensores de Belgrano  | Argentino de Quilmes | 10 de agosto |          |
| Barracas Central     | 1 - 1     | El Porvenir             | Barracas Central     | 10 de agosto |          |
| Central Córdoba (R)  | 1 - 0     | Argentino de Rosario    | Central Córdoba (R)  | 12 de agosto |          |
| Tiro Federal         | 2 - 2     | Banfield                | Tiro Federal         | 12 de agosto |          |
| Libre: Los Andes     |           |                         |                      |              |          |

| Fecha 21                | Fecha 21  | Fecha 21             | Fecha 21                | Fecha 21     | Fecha 21 |
| Local                   | Resultado | Visitante            | Estadio                 | Fecha        |          |
| ----------------------- | --------- | -------------------- | ----------------------- | ------------ | -------- |
| El Porvenir             | 3 - 3     | Los Andes            | El Porvenir             | 17 de agosto |          |
| Defensores de Belgrano  | 1 - 0     | Barracas Central     | Defensores de Belgrano  | 17 de agosto |          |
| Banfield                | 3 - 0     | Argentino de Quilmes | Banfield                | 17 de agosto |          |
| Estudiantes (BA)        | 4 - 2     | Tiro Federal         | Atlanta                 | 17 de agosto |          |
| Argentino de Rosario    | 5 - 0     | Argentinos Juniors   | Argentino de Rosario    | 17 de agosto |          |
| Nueva Chicago           | 1 - 1     | Central Córdoba (R)  | Nueva Chicago           | 17 de agosto |          |
| Quilmes                 | 2 - 0     | Talleres (RdE)       | Quilmes                 | 17 de agosto |          |
| Gimnasia y Esgrima (LP) | 3 - 1     | Excursionistas       | Gimnasia y Esgrima (LP) | 17 de agosto |          |
| Temperley               | 3 - 0     | Sportivo Dock Sud    | Temperley               | 17 de agosto |          |
| Unión                   | 3 - 1     | Almagro              | Unión                   | 18 de agosto |          |
| Libre: Acassuso         |           |                      |                         |              |          |

Segunda Rueda
| Fecha 22                | Fecha 22  | Fecha 22             | Fecha 22                | Fecha 22     | Fecha 22 |
| Local                   | Resultado | Visitante            | Estadio                 | Fecha        |          |
| ----------------------- | --------- | -------------------- | ----------------------- | ------------ | -------- |
| Acassuso                | 1 - 2     | Sportivo Dock Sud    | Tigre                   | 24 de agosto |          |
| Temperley               | 2 - 0     | Excursionistas       | Temperley               | 24 de agosto |          |
| Gimnasia y Esgrima (LP) | 2 - 1     | Talleres (RdE)       | Gimnasia y Esgrima (LP) | 24 de agosto |          |
| Quilmes                 | 1 - 0     | Almagro              | Quilmes                 | 24 de agosto |          |
| Nueva Chicago           | 4 - 1     | Argentinos Juniors   | Nueva Chicago           | 24 de agosto |          |
| Argentino de Rosario    | 5 - 2     | Tiro Federal         | Argentino de Rosario    | 24 de agosto |          |
| Estudiantes (BA)        | 0 - 1     | Argentino de Quilmes | Atlanta                 | 24 de agosto |          |
| Banfield                | 5 - 0     | Barracas Central     | Banfield                | 24 de agosto |          |
| Defensores de Belgrano  | 5 - 3     | Los Andes            | Defensores de Belgrano  | 24 de agosto |          |
| Unión                   | 3 - 0     | Central Córdoba (R)  | Unión                   | 25 de agosto |          |
| Libre: El Porvenir      |           |                      |                         |              |          |

| Fecha 23                 | Fecha 23  | Fecha 23                | Fecha 23             | Fecha 23     | Fecha 23 |
| Local                    | Resultado | Visitante               | Estadio              | Fecha        |          |
| ------------------------ | --------- | ----------------------- | -------------------- | ------------ | -------- |
| Tiro Federal             | 4 - 1     | Nueva Chicago           | Tiro Federal         | 30 de agosto |          |
| El Porvenir              | 4 - 1     | Defensores de Belgrano  | El Porvenir          | 31 de agosto |          |
| Los Andes                | 2 - 2     | Banfield                | Los Andes            | 31 de agosto |          |
| Barracas Central         | 5 - 5     | Estudiantes (BA)        | Barracas Central     | 31 de agosto |          |
| Argentino de Quilmes     | 1 - 2     | Argentino de Rosario    | Argentino de Quilmes | 31 de agosto |          |
| Argentinos Juniors       | 1 - 2     | Unión                   | Argentinos Juniors   | 31 de agosto |          |
| Central Córdoba (R)      | 0 - 0     | Quilmes                 | Central Córdoba (R)  | 31 de agosto |          |
| Almagro                  | 1 - 2     | Gimnasia y Esgrima (LP) | Almagro              | 31 de agosto |          |
| Talleres (RdE)           | 3 - 2     | Temperley               | Talleres (RdE)       | 31 de agosto |          |
| Excursionistas           | 3 - 1     | Acassuso                | Excursionistas       | 31 de agosto |          |
| Libre: Sportivo Dock Sud |           |                         |                      |              |          |

| Fecha 24                      | Fecha 24  | Fecha 24             | Fecha 24                | Fecha 24        | Fecha 24 |
| Local                         | Resultado | Visitante            | Estadio                 | Fecha           |          |
| ----------------------------- | --------- | -------------------- | ----------------------- | --------------- | -------- |
| Sportivo Dock Sud             | 0 - 1     | Excursionistas       | Sportivo Dock Sud       | 7 de septiembre |          |
| Acassuso                      | 2 - 1     | Talleres (RdE)       | Tigre                   | 7 de septiembre |          |
| Temperley                     | 4 - 3     | Almagro              | Temperley               | 7 de septiembre |          |
| Gimnasia y Esgrima (LP)       | 2 - 2     | Central Córdoba (R)  | Gimnasia y Esgrima (LP) | 7 de septiembre |          |
| Quilmes                       | 1 - 1     | Argentinos Juniors   | Quilmes                 | 7 de septiembre |          |
| Nueva Chicago                 | 2 - 1     | Argentino de Quilmes | Nueva Chicago           | 7 de septiembre |          |
| Argentino de Rosario          | 5 - 2     | Barracas Central     | Argentino de Rosario    | 7 de septiembre |          |
| Estudiantes (BA)              | 2 - 8     | Los Andes            | Atlanta                 | 7 de septiembre |          |
| Banfield                      | 4 - 2     | El Porvenir          | Banfield                | 7 de septiembre |          |
| Unión                         | 3 - 1     | Tiro Federal         | Unión                   | 8 de septiembre |          |
| Libre: Defensores de Belgrano |           |                      |                         |                 |          |

| Fecha 25               | Fecha 25  | Fecha 25                | Fecha 25               | Fecha 25         | Fecha 25 |
| Local                  | Resultado | Visitante               | Estadio                | Fecha            |          |
| ---------------------- | --------- | ----------------------- | ---------------------- | ---------------- | -------- |
| Tiro Federal           | 0 - 4     | Quilmes                 | Tiro Federal           | 14 de septiembre |          |
| Central Córdoba (R)    | 5 - 1     | Temperley               | Central Córdoba (R)    | 14 de septiembre |          |
| Defensores de Belgrano | 1 - 3     | Banfield                | Defensores de Belgrano | 21 de septiembre |          |
| El Porvenir            | 2 - 4     | Estudiantes (BA)        | El Porvenir            | 21 de septiembre |          |
| Los Andes              | 1 - 2     | Argentino de Rosario    | Los Andes              | 21 de septiembre |          |
| Argentino de Quilmes   | 2 - 1     | Unión                   | Argentino de Quilmes   | 21 de septiembre |          |
| Argentinos Juniors     | 6 - 1     | Gimnasia y Esgrima (LP) | Argentinos Juniors     | 21 de septiembre |          |
| Almagro                | 6 - 1     | Acassuso                | Almagro                | 21 de septiembre |          |
| Talleres (RdE)         | 1 - 2     | Sportivo Dock Sud       | Talleres (RdE)         | 21 de septiembre |          |
| Barracas Central       | 4 - 1     | Nueva Chicago           | Barracas Central       | 25 de septiembre |          |
| Libre: Excursionistas  |           |                         |                        |                  |          |

| Fecha 26                | Fecha 26  | Fecha 26               | Fecha 26             | Fecha 26         | Fecha 26 |
| Local                   | Resultado | Visitante              | Estadio              | Fecha            |          |
| ----------------------- | --------- | ---------------------- | -------------------- | ---------------- | -------- |
| Excursionistas          | 1 - 1     | Talleres (RdE)         | Excursionistas       | 28 de septiembre |          |
| Sportivo Dock Sud       | 2 - 1     | Almagro                | Sportivo Dock Sud    | 28 de septiembre |          |
| Acassuso                | 1 - 1     | Central Córdoba (R)    | Tigre                | 28 de septiembre |          |
| Temperley               | 3 - 1     | Argentinos Juniors     | Temperley            | 28 de septiembre |          |
| Quilmes                 | 0 - 0     | Argentino de Quilmes   | Quilmes              | 28 de septiembre |          |
| Nueva Chicago           | 2 - 1     | Los Andes              | Nueva Chicago        | 28 de septiembre |          |
| Argentino de Rosario    | 4 - 2     | El Porvenir            | Argentino de Rosario | 28 de septiembre |          |
| Estudiantes (BA)        | 2 - 5     | Defensores de Belgrano | Atlanta              | 28 de septiembre |          |
| Gimnasia y Esgrima (LP) | 6 - 3     | Tiro Federal           | Estudiantes (LP)     | 29 de septiembre |          |
| Unión                   | 6 - 1     | Barracas Central       | Unión                | 29 de septiembre |          |
| Libre: Banfield         |           |                        |                      |                  |          |

| Fecha 27               | Fecha 27  | Fecha 27                | Fecha 27               | Fecha 27     | Fecha 27 |
| Local                  | Resultado | Visitante               | Estadio                | Fecha        |          |
| ---------------------- | --------- | ----------------------- | ---------------------- | ------------ | -------- |
| Banfield               | 4 - 1     | Estudiantes (BA)        | Banfield               | 5 de octubre |          |
| Defensores de Belgrano | 3 - 3     | Argentino de Rosario    | Defensores de Belgrano | 5 de octubre |          |
| El Porvenir            | 1 - 3     | Nueva Chicago           | El Porvenir            | 5 de octubre |          |
| Los Andes              | 2 - 0     | Unión                   | Los Andes              | 5 de octubre |          |
| Barracas Central       | 4 - 2     | Quilmes                 | Barracas Central       | 5 de octubre |          |
| Argentino de Quilmes   | 1 - 5     | Gimnasia y Esgrima (LP) | Argentino de Quilmes   | 5 de octubre |          |
| Tiro Federal           | 4 - 3     | Temperley               | Tiro Federal           | 5 de octubre |          |
| Argentinos Juniors     | 0 - 0     | Acassuso                | Argentinos Juniors     | 5 de octubre |          |
| Central Córdoba (R)    | 1 - 1     | Sportivo Dock Sud       | Central Córdoba (R)    | 5 de octubre |          |
| Almagro                | 2 - 2     | Excursionistas          | Almagro                | 5 de octubre |          |
| Libre: Talleres (RdE)  |           |                         |                        |              |          |

| Fecha 28                | Fecha 28  | Fecha 28               | Fecha 28             | Fecha 28      | Fecha 28 |
| Local                   | Resultado | Visitante              | Estadio              | Fecha         |          |
| ----------------------- | --------- | ---------------------- | -------------------- | ------------- | -------- |
| Talleres (RdE)          | 4 - 1     | Almagro                | Talleres (RdE)       | 12 de octubre |          |
| Excursionistas          | 2 - 2     | Central Córdoba (R)    | Excursionistas       | 12 de octubre |          |
| Sportivo Dock Sud       | 3 - 1     | Argentinos Juniors     | Sportivo Dock Sud    | 12 de octubre |          |
| Acassuso                | 4 - 2     | Tiro Federal           | Tigre                | 12 de octubre |          |
| Temperley               | 5 - 2     | Argentino de Quilmes   | Temperley            | 12 de octubre |          |
| Quilmes                 | 3 - 0     | Los Andes              | Quilmes              | 12 de octubre |          |
| Unión                   | 4 - 0     | El Porvenir            | Unión                | 12 de octubre |          |
| Nueva Chicago           | 4 - 2     | Defensores de Belgrano | Nueva Chicago        | 12 de octubre |          |
| Argentino de Rosario    | 2 - 3     | Banfield               | Argentino de Rosario | 12 de octubre |          |
| Gimnasia y Esgrima (LP) | 2 - 0     | Barracas Central       | Estudiantes (LP)     | 13 de octubre |          |
| Libre: Estudiantes (BA) |           |                        |                      |               |          |

| Fecha 29               | Fecha 29  | Fecha 29                | Fecha 29               | Fecha 29      | Fecha 29 |
| Local                  | Resultado | Visitante               | Estadio                | Fecha         |          |
| ---------------------- | --------- | ----------------------- | ---------------------- | ------------- | -------- |
| Estudiantes (BA)       | 1 - 0     | Argentino de Rosario    | Atlanta                | 19 de octubre |          |
| Banfield               | 5 - 1     | Nueva Chicago           | Banfield               | 19 de octubre |          |
| Defensores de Belgrano | 4 - 2     | Unión                   | Defensores de Belgrano | 19 de octubre |          |
| El Porvenir            | 1 - 2     | Quilmes                 | El Porvenir            | 19 de octubre |          |
| Los Andes              | 2 - 4     | Gimnasia y Esgrima (LP) | Los Andes              | 19 de octubre |          |
| Barracas Central       | 1 - 2     | Temperley               | Barracas Central       | 19 de octubre |          |
| Argentino de Quilmes   | 4 - 2     | Acassuso                | Argentino de Quilmes   | 19 de octubre |          |
| Tiro Federal           | 2 - 1     | Sportivo Dock Sud       | Tiro Federal           | 19 de octubre |          |
| Argentinos Juniors     | 1 - 3     | Excursionistas          | Argentinos Juniors     | 19 de octubre |          |
| Central Córdoba (R)    | 5 - 3     | Talleres (RdE)          | Central Córdoba (R)    | 19 de octubre |          |
| Libre: Almagro         |           |                         |                        |               |          |

| Fecha 30                    | Fecha 30  | Fecha 30               | Fecha 30                | Fecha 30      | Fecha 30 |
| Local                       | Resultado | Visitante              | Estadio                 | Fecha         |          |
| --------------------------- | --------- | ---------------------- | ----------------------- | ------------- | -------- |
| Almagro                     | 2 - 5     | Central Córdoba (R)    | Almagro                 | 26 de octubre |          |
| Talleres (RdE)              | 6 - 2     | Argentinos Juniors     | Talleres (RdE)          | 26 de octubre |          |
| Excursionistas              | 3 - 2     | Tiro Federal           | Excursionistas          | 26 de octubre |          |
| Sportivo Dock Sud           | 3 - 1     | Argentino de Quilmes   | Sportivo Dock Sud       | 26 de octubre |          |
| Acassuso                    | 5 - 2     | Barracas Central       | Tigre                   | 26 de octubre |          |
| Temperley                   | 3 - 5     | Los Andes              | Temperley               | 26 de octubre |          |
| Gimnasia y Esgrima (LP)     | 4 - 3     | El Porvenir            | Gimnasia y Esgrima (LP) | 26 de octubre |          |
| Quilmes                     | 3 - 1     | Defensores de Belgrano | Quilmes                 | 26 de octubre |          |
| Nueva Chicago               | 2 - 1     | Estudiantes (BA)       | Nueva Chicago           | 26 de octubre |          |
| Unión                       | 3 - 2     | Banfield               | Unión                   | 27 de octubre |          |
| Libre: Argentino de Rosario |           |                        |                         |               |          |

| Fecha 31                   | Fecha 31  | Fecha 31                | Fecha 31               | Fecha 31       | Fecha 31 |
| Local                      | Resultado | Visitante               | Estadio                | Fecha          |          |
| -------------------------- | --------- | ----------------------- | ---------------------- | -------------- | -------- |
| Argentino de Rosario       | 6 - 0     | Nueva Chicago           | Argentino de Rosario   | 9 de noviembre |          |
| Estudiantes (BA)           | 1 - 1     | Unión                   | Atlanta                | 9 de noviembre |          |
| Banfield                   | 2 - 0     | Quilmes                 | Banfield               | 9 de noviembre |          |
| Defensores de Belgrano     | 4 - 2     | Gimnasia y Esgrima (LP) | Defensores de Belgrano | 9 de noviembre |          |
| El Porvenir                | 4 - 1     | Temperley               | El Porvenir            | 9 de noviembre |          |
| Los Andes                  | 2 - 1     | Acassuso                | Los Andes              | 9 de noviembre |          |
| Barracas Central           | 3 - 1     | Sportivo Dock Sud       | Barracas Central       | 9 de noviembre |          |
| Argentino de Quilmes       | 0 - 1     | Excursionistas          | Argentino de Quilmes   | 9 de noviembre |          |
| Tiro Federal               | 6 - 1     | Talleres (RdE)          | Tiro Federal           | 9 de noviembre |          |
| Argentinos Juniors         | 2 - 5     | Almagro                 | Argentinos Juniors     | 9 de noviembre |          |
| Libre: Central Córdoba (R) |           |                         |                        |                |          |

| Fecha 32                | Fecha 32  | Fecha 32               | Fecha 32                | Fecha 32        | Fecha 32 |
| Local                   | Resultado | Visitante              | Estadio                 | Fecha           |          |
| ----------------------- | --------- | ---------------------- | ----------------------- | --------------- | -------- |
| Unión                   | 1 - 1     | Argentino de Rosario   | Unión                   | 15 de noviembre |          |
| Central Córdoba (R)     | 4 - 2     | Argentinos Juniors     | Central Córdoba (R)     | 16 de noviembre |          |
| Almagro                 | 7 - 3     | Tiro Federal           | Atlanta                 | 16 de noviembre |          |
| Talleres (RdE)          | 5 - 2     | Argentino de Quilmes   | Talleres (RdE)          | 16 de noviembre |          |
| Excursionistas          | 1 - 0     | Barracas Central       | Excursionistas          | 16 de noviembre |          |
| Sportivo Dock Sud       | 5 - 1     | Los Andes              | Sportivo Dock Sud       | 16 de noviembre |          |
| Acassuso                | 2 - 1     | El Porvenir            | Tigre                   | 16 de noviembre |          |
| Temperley               | 1 - 1     | Defensores de Belgrano | Temperley               | 16 de noviembre |          |
| Gimnasia y Esgrima (LP) | 1 - 1     | Banfield               | Gimnasia y Esgrima (LP) | 16 de noviembre |          |
| Quilmes                 | 4 - 0     | Estudiantes (BA)       | Quilmes                 | 16 de noviembre |          |
| Libre: Nueva Chicago    |           |                        |                         |                 |          |

| Fecha 33                  | Fecha 33  | Fecha 33                | Fecha 33               | Fecha 33        | Fecha 33 |
| Local                     | Resultado | Visitante               | Estadio                | Fecha           |          |
| ------------------------- | --------- | ----------------------- | ---------------------- | --------------- | -------- |
| Nueva Chicago             | 0 - 4     | Unión                   | Nueva Chicago          | 23 de noviembre |          |
| Argentino de Rosario      | 3 - 4     | Quilmes                 | Argentino de Rosario   | 23 de noviembre |          |
| Estudiantes (BA)          | 5 - 0     | Gimnasia y Esgrima (LP) | Atlanta                | 23 de noviembre |          |
| Banfield                  | 4 - 0     | Temperley               | Banfield               | 23 de noviembre |          |
| Defensores de Belgrano    | 4 - 1     | Acassuso                | Defensores de Belgrano | 23 de noviembre |          |
| El Porvenir               | 5 - 1     | Sportivo Dock Sud       | El Porvenir            | 23 de noviembre |          |
| Los Andes                 | 5 - 3     | Excursionistas          | Los Andes              | 23 de noviembre |          |
| Barracas Central          | 0 - 0     | Talleres (RdE)          | Barracas Central       | 23 de noviembre |          |
| Argentino de Quilmes      | 5 - 3     | Almagro                 | Argentino de Quilmes   | 23 de noviembre |          |
| Tiro Federal              | 2 - 3     | Central Córdoba (R)     | Tiro Federal           | 24 de noviembre |          |
| Libre: Argentinos Juniors |           |                         |                        |                 |          |

| Fecha 34                | Fecha 34  | Fecha 34               | Fecha 34                | Fecha 34        | Fecha 34 |
| Local                   | Resultado | Visitante              | Estadio                 | Fecha           |          |
| ----------------------- | --------- | ---------------------- | ----------------------- | --------------- | -------- |
| Argentinos Juniors      | 1 - 1     | Tiro Federal           | Argentinos Juniors      | 30 de noviembre |          |
| Central Córdoba (R)     | 0 - 1     | Argentino de Quilmes   | Central Córdoba (R)     | 30 de noviembre |          |
| Almagro                 | 3 - 1     | Barracas Central       | Almagro                 | 30 de noviembre |          |
| Talleres (RdE)          | 1 - 2     | Los Andes              | Talleres (RdE)          | 30 de noviembre |          |
| Excursionistas          | 2 - 2     | El Porvenir            | Excursionistas          | 30 de noviembre |          |
| Sportivo Dock Sud       | 3 - 2     | Defensores de Belgrano | Sportivo Dock Sud       | 30 de noviembre |          |
| Acassuso                | 1 - 1     | Banfield               | Tigre                   | 30 de noviembre |          |
| Temperley               | 2 - 1     | Estudiantes (BA)       | Temperley               | 30 de noviembre |          |
| Quilmes                 | 0 - 2     | Nueva Chicago          | Quilmes                 | 30 de noviembre |          |
| Gimnasia y Esgrima (LP) | 7 - 3     | Argentino de Rosario   | Gimnasia y Esgrima (LP) | 1 de diciembre  |          |
| Libre: Unión            |           |                        |                         |                 |          |

| Fecha 35               | Fecha 35  | Fecha 35                | Fecha 35               | Fecha 35        | Fecha 35 |
| Local                  | Resultado | Visitante               | Estadio                | Fecha           |          |
| ---------------------- | --------- | ----------------------- | ---------------------- | --------------- | -------- |
| Unión                  | 2 - 0     | Quilmes                 | Unión                  | 7 de diciembre  |          |
| Nueva Chicago          | 3 - 1     | Gimnasia y Esgrima (LP) | Nueva Chicago          | 7 de diciembre  |          |
| Argentino de Rosario   | 6 - 2     | Temperley               | Argentino de Rosario   | 7 de diciembre  |          |
| Estudiantes (BA)       | 4 - 3     | Acassuso                | Atlanta                | 7 de diciembre  |          |
| Banfield               | 4 - 1     | Sportivo Dock Sud       | Banfield               | 7 de diciembre  |          |
| Defensores de Belgrano | 3 - 3     | Excursionistas          | Defensores de Belgrano | 7 de diciembre  |          |
| El Porvenir            | 2 - 1     | Talleres (RdE)          | El Porvenir            | 7 de diciembre  |          |
| Los Andes              | 4 - 2     | Almagro                 | Los Andes              | 7 de diciembre  |          |
| Argentino de Quilmes   | 2 - 4     | Argentinos Juniors      | Argentino de Quilmes   | 7 de diciembre  |          |
| Barracas Central       | 0 - 1     | Central Córdoba (R)     | Barracas Central       | 11 de diciembre |          |
| Libre: Tiro Federal    |           |                         |                        |                 |          |

| Fecha 36                | Fecha 36  | Fecha 36               | Fecha 36                | Fecha 36        | Fecha 36 |
| Local                   | Resultado | Visitante              | Estadio                 | Fecha           |          |
| ----------------------- | --------- | ---------------------- | ----------------------- | --------------- | -------- |
| Tiro Federal            | 4 - 2     | Argentino de Quilmes   | Tiro Federal            | 14 de diciembre |          |
| Central Córdoba (R)     | 2 - 3     | Los Andes              | Central Córdoba (R)     | 14 de diciembre |          |
| Argentinos Juniors      | 5 - 1     | Barracas Central       | Argentinos Juniors      | 15 de diciembre |          |
| Almagro                 | 1 - 4     | El Porvenir            | Almagro                 | 15 de diciembre |          |
| Talleres (RdE)          | 5 - 1     | Defensores de Belgrano | Talleres (RdE)          | 15 de diciembre |          |
| Excursionistas          | 1 - 2     | Banfield               | Excursionistas          | 15 de diciembre |          |
| Sportivo Dock Sud       | 4 - 4     | Estudiantes (BA)       | Sportivo Dock Sud       | 15 de diciembre |          |
| Acassuso                | 1 - 3     | Argentino de Rosario   | Tigre                   | 15 de diciembre |          |
| Temperley               | 4 - 2     | Nueva Chicago          | Temperley               | 15 de diciembre |          |
| Gimnasia y Esgrima (LP) | 1 - 0     | Unión                  | Gimnasia y Esgrima (LP) | 15 de diciembre |          |
| Libre: Quilmes          |           |                        |                         |                 |          |

| Fecha 37                    | Fecha 37  | Fecha 37                | Fecha 37             | Fecha 37        | Fecha 37 |
| Local                       | Resultado | Visitante               | Estadio              | Fecha           |          |
| --------------------------- | --------- | ----------------------- | -------------------- | --------------- | -------- |
| Unión                       | 5 - 2     | Temperley               | Unión                | 21 de diciembre |          |
| Nueva Chicago               | 4 - 1     | Acassuso                | Nueva Chicago        | 21 de diciembre |          |
| Argentino de Rosario        | 2 - 2     | Sportivo Dock Sud       | Argentino de Rosario | 21 de diciembre |          |
| Estudiantes (BA)            | 2 - 4     | Excursionistas          | Atlanta              | 21 de diciembre |          |
| Defensores de Belgrano      | 1 - 4     | Almagro                 | Boca Juniors         | 21 de diciembre |          |
| Los Andes                   | 1 - 2     | Argentinos Juniors      | Los Andes            | 21 de diciembre |          |
| Quilmes                     | 4 - 2     | Gimnasia y Esgrima (LP) | Quilmes              | 22 de diciembre |          |
| Banfield                    | 4 - 3     | Talleres (RdE)          | Banfield             | 22 de diciembre |          |
| El Porvenir                 | 3 - 5     | Central Córdoba (R)     | El Porvenir          | 22 de diciembre |          |
| Barracas Central            | 2 - 2     | Tiro Federal            | Barracas Central     | 22 de diciembre |          |
| Libre: Argentino de Quilmes |           |                         |                      |                 |          |

| Fecha 38                       | Fecha 38  | Fecha 38               | Fecha 38            | Fecha 38        | Fecha 38 |
| Local                          | Resultado | Visitante              | Estadio             | Fecha           |          |
| ------------------------------ | --------- | ---------------------- | ------------------- | --------------- | -------- |
| Argentino de Quilmes           | 3 - 1     | Barracas Central       | Ferro Carril Oeste  | 28 de diciembre |          |
| Tiro Federal                   | 2 - 1     | Los Andes              | Tiro Federal        | 28 de diciembre |          |
| Argentinos Juniors             | 2 - 0     | El Porvenir            | Argentinos Juniors  | 28 de diciembre |          |
| Central Córdoba (R)            | 4 - 3     | Defensores de Belgrano | Central Córdoba (R) | 28 de diciembre |          |
| Almagro                        | 1 - 4     | Banfield               | Almagro             | 28 de diciembre |          |
| Talleres (RdE)                 | 2 - 3     | Estudiantes (BA)       | Talleres (RdE)      | 28 de diciembre |          |
| Excursionistas                 | 3 - 2     | Argentino de Rosario   | Excursionistas      | 28 de diciembre |          |
| Sportivo Dock Sud              | 4 - 1     | Nueva Chicago          | Sportivo Dock Sud   | 28 de diciembre |          |
| Acassuso                       | 1 - 0     | Unión                  | Tigre               | 28 de diciembre |          |
| Temperley                      | 5 - 5     | Quilmes                | Temperley           | 29 de diciembre |          |
| Libre: Gimnasia y Esgrima (LP) |           |                        |                     |                 |          |

| Fecha 39                | Fecha 39  | Fecha 39             | Fecha 39                | Fecha 39           | Fecha 39 |
| Local                   | Resultado | Visitante            | Estadio                 | Fecha              |          |
| ----------------------- | --------- | -------------------- | ----------------------- | ------------------ | -------- |
| Gimnasia y Esgrima (LP) | 4 - 1     | Temperley            | Gimnasia y Esgrima (LP) | 4 de enero de 1947 |          |
| Quilmes                 | 4 - 1     | Acassuso             | Quilmes                 | 4 de enero de 1947 |          |
| Unión                   | 5 - 3     | Sportivo Dock Sud    | Unión                   | 4 de enero de 1947 |          |
| Nueva Chicago           | 3 - 3     | Excursionistas       | Nueva Chicago           | 4 de enero de 1947 |          |
| Estudiantes (BA)        | 1 - 1     | Almagro              | Atlanta                 | 4 de enero de 1947 |          |
| Banfield                | 5 - 1     | Central Córdoba (R)  | Banfield                | 4 de enero de 1947 |          |
| Defensores de Belgrano  | 0 - 1     | Argentinos Juniors   | Defensores de Belgrano  | 4 de enero de 1947 |          |
| El Porvenir             | 1 - 1     | Tiro Federal         | El Porvenir             | 4 de enero de 1947 |          |
| Los Andes               | 4 - 1     | Argentino de Quilmes | Los Andes               | 4 de enero de 1947 |          |
| Argentino de Rosario    | 0 - 3     | Talleres (RdE)       | Argentino de Rosario    | 8 de enero de 1947 |          |
| Libre: Barracas Central |           |                      |                         |                    |          |

| Fecha 40             | Fecha 40  | Fecha 40                | Fecha 40             | Fecha 40            | Fecha 40 |
| Local                | Resultado | Visitante               | Estadio              | Fecha               |          |
| -------------------- | --------- | ----------------------- | -------------------- | ------------------- | -------- |
| Barracas Central     | 1 - 1     | Los Andes               | Barracas Central     | 11 de enero de 1947 |          |
| Argentino de Quilmes | 2 - 1     | El Porvenir             | Argentino de Quilmes | 11 de enero de 1947 |          |
| Tiro Federal         | 5 - 3     | Defensores de Belgrano  | Tiro Federal         | 11 de enero de 1947 |          |
| Argentinos Juniors   | 2 - 1     | Banfield                | Argentinos Juniors   | 11 de enero de 1947 |          |
| Central Córdoba (R)  | 5 - 2     | Estudiantes (BA)        | Central Córdoba (R)  | 11 de enero de 1947 |          |
| Almagro              | 4 - 2     | Argentino de Rosario    | Almagro              | 11 de enero de 1947 |          |
| Talleres (RdE)       | 3 - 2     | Nueva Chicago           | Talleres (RdE)       | 11 de enero de 1947 |          |
| Excursionistas       | 1 - 2     | Unión                   | Excursionistas       | 11 de enero de 1947 |          |
| Sportivo Dock Sud    | 1 - 1     | Quilmes                 | Sportivo Dock Sud    | 11 de enero de 1947 |          |
| Acassuso             | 3 - 1     | Gimnasia y Esgrima (LP) | Tigre                | 11 de enero de 1947 |          |
| Libre: Temperley     |           |                         |                      |                     |          |

| Fecha 41                | Fecha 41  | Fecha 41             | Fecha 41                | Fecha 41            | Fecha 41 |
| Local                   | Resultado | Visitante            | Estadio                 | Fecha               |          |
| ----------------------- | --------- | -------------------- | ----------------------- | ------------------- | -------- |
| Temperley               | 5 - 2     | Acassuso             | Temperley               | 18 de enero de 1947 |          |
| Gimnasia y Esgrima (LP) | 1 - 4     | Sportivo Dock Sud    | Gimnasia y Esgrima (LP) | 18 de enero de 1947 |          |
| Quilmes                 | 3 - 0     | Excursionistas       | Quilmes                 | 18 de enero de 1947 |          |
| Unión                   | 1 - 1     | Talleres (RdE)       | Unión                   | 18 de enero de 1947 |          |
| Nueva Chicago           | 0 - 1     | Almagro              | Nueva Chicago           | 18 de enero de 1947 |          |
| Argentino de Rosario    | 5 - 3     | Central Córdoba (R)  | Argentino de Rosario    | 18 de enero de 1947 |          |
| Estudiantes (BA)        | 0 - 5     | Argentinos Juniors   | Atlanta                 | 18 de enero de 1947 |          |
| Banfield                | 5 - 1     | Tiro Federal         | Banfield                | 18 de enero de 1947 |          |
| Defensores de Belgrano  | 1 - 1     | Argentino de Quilmes | Defensores de Belgrano  | 18 de enero de 1947 |          |
| El Porvenir             | 9 - 1     | Barracas Central     | El Porvenir             | 18 de enero de 1947 |          |
| Libre: Los Andes        |           |                      |                         |                     |          |

| Fecha 42             | Fecha 42  | Fecha 42                | Fecha 42             | Fecha 42            | Fecha 42 |
| Local                | Resultado | Visitante               | Estadio              | Fecha               |          |
| -------------------- | --------- | ----------------------- | -------------------- | ------------------- | -------- |
| Los Andes            | 3 - 1     | El Porvenir             | Los Andes            | 25 de enero de 1947 |          |
| Barracas Central     | 1 - 1     | Defensores de Belgrano  | Barracas Central     | 25 de enero de 1947 |          |
| Argentino de Quilmes | 3 - 1     | Banfield                | Argentino de Quilmes | 25 de enero de 1947 |          |
| Tiro Federal         | 8 - 2     | Estudiantes (BA)        | Tiro Federal         | 25 de enero de 1947 |          |
| Argentinos Juniors   | 5 - 0     | Argentino de Rosario    | Argentinos Juniors   | 25 de enero de 1947 |          |
| Central Córdoba (R)  | 1 - 1     | Nueva Chicago           | Central Córdoba (R)  | 25 de enero de 1947 |          |
| Almagro              | 2 - 2     | Unión                   | Almagro              | 25 de enero de 1947 |          |
| Talleres (RdE)       | 2 - 1     | Quilmes                 | Talleres (RdE)       | 25 de enero de 1947 |          |
| Excursionistas       | 4 - 3     | Gimnasia y Esgrima (LP) | Excursionistas       | 25 de enero de 1947 |          |
| Sportivo Dock Sud    | 1 - 1     | Temperley               | Sportivo Dock Sud    | 25 de enero de 1947 |          |
| Libre: Acassuso      |           |                         |                      |                     |          |

| 1. 2. 3. 4. 5. |